# 陳安
陳 安（ちん あん、? - 323年）は、中国西晋から五胡十六国時代にかけて活動した人物。字は虎侯。秦州天水郡成紀県（現在の甘粛省天水市秦安県）の出身。西晋の南陽王司馬模・司馬保父子に仕えていたが、後に自立して涼王を名乗った。弟に陳集がいる。

## 生涯
農民の家系に生まれ、若い頃から世の悪しき風潮や社会の不正などを怒り嘆いていた。
ある時、読書を行うと「大丈夫たるもの冠杖をつける身分を目指すべきであるのに、どうして久しく農具などを手にしていられようか」と言い放ち、故郷を離れて東へ向かった。
そして洛陽に遊学し、書物を学んだ。この時、『魏書』の許褚伝に感銘を受け、自らの字を虎侯（許褚は虎侯とも呼ばれていた）とした。
八王の乱により晋室が衰えると、これを機に司馬一族と結びつきを強め、その賓客となったという。
やがて関中に割拠する南陽王司馬模に仕えると、帳下都尉に任じられた。永嘉5年（311年）5月、司馬模は秦州刺史裴苞と対立するようになると、陳安に討伐を命じた。陳安は出撃すると裴苞を撃ち破り、安定へ敗走させた。
9月、漢（後の前趙）の軍勢が長安に襲来すると、司馬模は降伏するも殺害された。やがて、司馬模の子である司馬保が秦州に割拠するようになると、陳安はこれに帰順した。
建興3年（315年）2月、司馬保の命により、精騎1000余りを率いて反乱を起こした羌族を攻撃し、これを討伐した。
司馬保は陳安を信頼し、その寵遇ぶりは甚だ手厚いものだった。同じく司馬保の配下である張春はこれを大いに嫉み、陳安には謀反の心があると讒言して誅殺するよう要請したが、司馬保は聞き入れなかった。だが、張春は司馬保の命を無視して密かに陳安の元へ刺客を放った。これにより陳安は傷を負い、隴城へと逃走した。こうして司馬保とは袂を分かつ事となったが、これ以降も頻繁に使者を司馬保の下へ派遣し、交流を絶やす事は無かったという。
後に朝廷より討虜将軍に任じられた。
建興5年（317年）1月、涼州刺史（前涼の第2代君主）張寔が太府司馬韓璞・撫戎将軍張閬らに歩騎1万を与えて漢（前趙）討伐を命じると、陳安もまた郡兵を率いてこれに協力した。しかし、韓璞らは進軍を止めて途中で引き返した。
大興元年（318年）3月、東晋の安定郡太守焦嵩と共に挙兵すると、上邽に拠っていた司馬保を攻撃した。司馬保は使者を送って張寔に救援を求め、張寔は金城郡太守竇濤に歩騎2万を与えて天水の新陽に駐軍させた。
大興2年（319年）4月、陳安は秦州刺史を自称して前趙に投降したが、しばらくして成漢にも帰順した。この頃、上邽は飢饉に見舞われており、さらに陳安からの攻撃も続いていたため、張春は司馬保を奉じて南安の祁山に拠点を移した。張寔は韓璞に歩騎5000を与えて司馬保を救援させると、陳安は綿諸に撤退した。これにより司馬保は上邽に戻ったが、しばらくすると陳安は再び上邽に進んで圧力をかけた。だが、張寔が配下の宋毅を司馬保救援の為に派遣したので、陳安はやっと兵を退いた。
大興3年（320年）3月、司馬保の側近である張春や楊次らは別将楊韜と対立し、司馬保に誅殺するよう求めた。さらに、陳安を討つことを請うたが、司馬保はいずれも許さなかった。5月、張春は司馬保を幽閉した上で殺害し、宗室の子である司馬瞻を世子に立てて大将軍を称させた。これを聞いた陳安は前趙皇帝劉曜に上表し、司馬瞻らを討つことを請うと、劉曜はこれを許可して陳安を大将軍に任じた。陳安は出撃すると司馬瞻を攻撃して殺し、張春を晋興の枹罕へ逃走させた。また、楊次を捕らえると、司馬保の柩前で斬り捨て、司馬保を祀った。その後、上邽において天子の礼で司馬保を葬り、元王という諡号を贈った。これ以降、陳安は上邽を拠点とし、勢力を拡大するようになった。
永昌元年（322年）2月、陳安は劉曜に謁見を求めたが、劉曜は病を理由に拒否した。陳安はこれに怒り、また劉曜は既に死んでいてそれを秘匿していると考え、前趙から離反して略奪を働いた。この時、劉曜は仇池攻撃から帰還する途上であり、配下の呼延寔に輜重部隊を監督させて後方に置いていた。陳安は精騎兵を率いてこれを襲撃し、呼延寔を捕えて輜重を奪った。陳安は呼延寔を自らの前に連れてくると「劉曜は既に死んでいるのだろう。君は誰を補佐するつもりだ。我と共に大業を成そうではないか」と持ち掛けた。呼延寔が怒鳴って「狗輩め。汝は寵禄を受けた身であり、不疑の地位にあったはずだ。かつて司馬保に背いておきながら、今また同じ事を繰り返そうというのか。汝の知略が主上（劉曜）に勝ると思っているのかね。汝の首が上邽の市に晒される日は近いだろう。大業などとほざきおって。さっさと殺すがいい。そして、俺の首を上邽の東門に懸けるがいい。そこから、主上の大軍が入城するのを見守ってやる」と罵った。陳安は怒って呼延寔を殺し、呼延寔の長史魯憑を参軍に任じた。陳安は弟の陳集に騎兵3万を与え、魯憑の弟である魯集と将軍の張明と共に前趙軍を追撃させた。しかし、前趙の衛将軍呼延瑜が迎撃して陳集らを斬り、その兵を捕虜とした。これにより陳安は上邽に撤退した。
その後、配下の劉烈と趙罕に前趙領の汧城を攻撃させ、これを陥落させた。隴上の氐や羌は尽く陳安に帰順し、陳安は10万余りの兵を擁するようになり、仮黄鉞・使持節・大都督・大将軍・雍涼秦梁四州牧・涼王を自称した。また、趙募を相国に任じ、左長史を兼ねさせた。魯憑は陳安を諫め「私は、あなたの死を見るのが忍びない」と泣いて言った。陳安はこれに激怒して魯憑を殺した。死に及んで、魯憑は「私が死ぬのは当然のことだ。私を殺したらば、私の頭を秦州の通衢に掲げるように。趙が陳安をどう処刑するか見届けよう」と陳安へ言い放った。
太寧元年（323年）6月、陳安は南安に進軍し、前趙の征西将軍劉貢を包囲した。前趙の休屠王石武は桑城から出撃し、陳安の根拠地である上邽を攻撃した。陳安は背後を突かれることを恐れ、南安の包囲を解いて上邽に戻ると、陳安と石武は瓜田で会戦した。石武が撤退して張春の旧砦に拠ると、陳安は「叛逆した胡奴め。必ずや生け捕りとしてやろう。その後に劉貢を斬り捨てん」と叫び、石武へ追撃を掛けた。石武は砦の守りを固めて陳安を防ぎ、劉貢が陳安の後軍に攻撃をかけた。これにより、後軍は1万人余りの兵を失い、陳安は軍を返して後軍の救援に向かったが、返り討ちに遭った。さらに石武の騎兵が到来すると、陳安は挟み撃ちに遭って大敗を喫し、8000の騎兵を伴って隴城へ逃げた。劉貢は石武に後方の軍を監督させると、自ら兵を率いて陳安を攻めて再び破り、遂に隴城を包囲した。
7月、劉曜は親征して陳安の討伐に乗り出し、隴城の包囲に加わると、別働隊に上邽を包囲させた。劉曜は陳安を数度にわたって破り、首級8000余りを挙げた。前趙の右軍将軍劉幹が平襄を陥落させると、隴上の諸県は尽く前趙に降伏した。劉曜は隴右の死刑以下に大赦を下したが、陳安とその側近である趙募だけは例外とした。陳安は将軍楊伯支・姜沖児に隴城を守らせると、騎兵数100を率いて包囲陣を突破し、上邽へ向かった。この時、陳安は上邽・平襄の兵を率いて隴城の包囲を解こうと考えていたが、上邽が既に包囲され、平襄も陥落した事を知った。そのため、南の陝中へと奔った。劉曜は将軍平先・丘中伯らに精騎兵を与え、陳安の追撃に向かわせた。平先軍は何度も陳安軍に攻撃を加え、捕縛・斬殺した者は400人余りを数えた。陳安は壮士10騎余りと共に陝中で決戦を挑み、左手に7尺の大刀、右手に丈八の蛇矛を手にした。接近戦では刀矛を振り回し、瞬く間に5・6の首級が飛んだ。距離を取ると、両側に着けた矢筒から矢を取り出し、左右から騎射した。だが平先もまた超人的な壮健さを誇り、空を飛ぶような勇捷さを有していた。平先は陳安に接近すると、一騎打ちを仕掛けた。斬り合うこと3合、平先は陳安から蛇矛を奪い取って退いた。。
日が暮れると、激しい雨が降った。陳安は馬を捨てると、側近5・6人と共に山嶺を越え、渓谷に身を潜めた。翌日、劉曜は山狩りを行ったが、陳安の所在を掴めなかった。さらに翌日、連日降り続いた雨が止み、雲間から日が差し始めた。陳安は将軍石容に敵軍の動向を探りに行かせたが、石容は輔威将軍呼延青人に捕らえられてしまった。呼延青人は陳安の所在を吐かせようと拷問に掛けたが、石容は頑として口を割らず、拷問の果てに息絶えた。その後、呼延青人は捜索を再開すると、陳安の足跡を発見した。それを追跡すると、遂に陳安を山谷で発見し、陳安はその場で斬り殺された。この報告を聞いた劉曜は大いに喜んだという。
陳安の死を知った楊伯支は姜沖児を斬ると、隴城ごと前趙に降伏した。別将宋亭もまた上邽の守将である趙募を斬って降伏した。劉曜は秦州の豪族である楊氏・姜氏を始め2000戸余りを長安に移した。また、氐や羌も尽く人質を送って前趙に帰順した。

## 人物
驍勇にして果断なる様は人並外れて優れており、力が強く射術に長けていた。また、7尺の刀を手にして武具を身につけたまま走る馬に追いつくことが出来たという。
陳安は勇猛な武将であり、政治家としての見識には乏しかったが、よく兵士を慰撫しており、順境の時も逆境の時も全て兵士と共にした。その為、隴上の民は彼の死を悲しみ、彼の為に壮士の歌を作った。劉曜はその歌を聞くと胸を打たれ、楽府に命じてこれを歌として残すよう命じたという。

### 壮士の歌
隴上壯士有陳安、
軀幹雖小腹中寬、
愛養將士同心肝。
䯀驄父馬鐵鍜鞍、
七尺大刀奮如湍、
丈八蛇矛左右盤、
十蕩十決無當前。
戰始三交失蛇矛、
棄我䯀驄竄巖幽、
為我外援而懸頭。
西流之水東流河、
一去不還奈子何！